# Celebrità (film)
Celebrità è un film musicale del 1981 diretto da Ninì Grassia.

## Trama
Pasquale Capece è un ottimo meccanico e nel quartiere si sa che ha una bella voce e potrebbe fare il cantante; incoraggiato, decide di provare e parla con un impresario Arturo Bianchi, che gli consiglia di pagare un milione di lire se vuole passare il provino.
Pasquale non ha questi soldi, ma ha due amici, ladruncoli del quartiere, che lo incontrano al bar e gli propongono un prestito. Pasquale sa che questi soldi sono rubati ed è tentato di rifiutare l'offerta, ma alla fine accetta. Il giorno dopo porta i soldi a Bianchi, che lo porta in una casa discografica, ma capisce subito di essere stato truffato.
A questo punto deve restituire i soldi ai suoi amici: non sapendo come fare, decide di andare a rubare con loro. Le cose però non vanno come previsto, e Pasquale viene arrestato e portato a Poggioreale dove, in seguito ad una sua esibizione canora, riceve i complimenti da Don Ferdinando, un uomo d'onore.
Al momento della sua uscita dal carcere, Don Ferdinando lo segnala a una casa discografica vera, dove trova i primi contratti di lavoro e inizia a cantare nelle feste popolari. Il suo impresario gli cambia il nome in Nino D'Angelo.
Una sera va a cantare in un locale e conosce Elena, una bella ragazza che gli propone subito di uscire con lui, anche se Pasqualino è già fidanzato con Lucia, sua vicina di casa nonché figlia di Amalia. 
Elena ospita il giovane per qualche tempo a casa sua vicino Posillipo e mentre tutti quanti, compresa sua madre, sono all'oscuro di tutto e lo credono in giro per l'Italia in tournée. Un giorno la madre Rosa telefona a Rossetti l'impresario, perché non ha notizie da tempo del figlio e chiede di darle il numero di telefono dell'albergo. Ma l'impresario fa luce sulla questione rivelando che Pasquale non si trova in giro per la tournée, ma si trova nella stessa città per farsi la bella vita. Cosi Rosa si fa dare l'indirizzo per vedere se è tutto vero e chiede a Rossetti di non farne parola. Un giorno Rosa discute con il marito all'incrocio della strada che porta all'abitazione della villa di Elena, per vedere s'é tutto vero e lo incontrano in auto con Elena, uscito allo scoperto, Pasquale è sorpreso e la madre arrabbiata gli dice che Lucia la sua ragazza ha capito di averlo perduto e gli fa notare che Elena lo sta stregando. Elena va via con Pasquale mentre Rosa va dal sacerdote Don Luigi per parlare delle sue pene. Pasquale ed Elena litigano per il comportamento dei genitori di lui e come l'ha trattata sua madre, difendendosi come una donna perbene. Pasquale non sente ragioni e non vuole sapere di andare al party organizzato da lei per conoscere i genitori, ma Elena con la sua astuzia lo abbindola.
Quella stessa sera durante i festeggiamenti a casa con i genitori di lei e nell'attesa dell'arrivo degli amici per presentargli il giovane, riceve una telefonata dall'impresario e apprende che sua madre è grave all'ospedale. Il giovane lo dice a Elena che inviperita vuole che non se ne vada perché arrivano gli amici e che lui può fare una telefonata più tardi per sapere come va, ma Pasquale innervosito lascia Elena con i suoi genitori mollandola e corre all'ospedale dalla madre, dove rimangono sorpresi della visita, poi ha il colloquio con la madre malata nella stanza e tra chiarimenti e lacrime la informa che è ospite in uno spettacolo a Roma trasmesso in televisione. Durante la notte Rosa si raccomanda alla Madonna di vedere un'ultima volta il figlio e durante la serata con l'esibizione del figlio, che canta una canzone dedicata a lei, dall'emozione Rosa muore nel letto dell'ospedale. Al ritorno da Roma con il padre Pasqualino scende da un taxi e trova Don Luigi e il carro funebre degli amici Giacomino e Peppe addolorati. Pasquale oramai è e distrutto e scuotendo la testa in lacrime corre via lungo la strada camminando e ripensando ai momenti con mamma Rosa che oramai ha perduto.

## Produzione
Il film è stato prodotto dalla Giada Cinematografica ed è stato girato a Napoli e ad Aversa.

Nino D'Angelo ricorda dopo molti anni a Dagospia come è nato il film: 

## Distribuzione
La pellicola è stata distribuita il 13 novembre 1981.